# 고스트러너
고스트러너(Ghostrunner)는 원 모어 레벨(One more Level)과 슬립게이트 아이언웍스(Slipgate Ironworks)가 공동 개발하고 3D 렐름이 제작했으며 505 게임스와 All in! Games가 공동 배급한 2020년 액션 플랫폼 비디오 게임이다. 이 게임은 2020년 10월 플레이스테이션 4, Windows 및 엑스박스 원으로 출시되었고, 2020년 11월 닌텐도 스위치로 출시되었으며, 이어서 2021년 9월 플레이스테이션 5 및 엑스박스 시리즈 X/S용 차세대 버전이 출시되었다. 아마존 루나 버전은 2021년 4월에 출시되었다. 고스트러너: 프로젝트 헬이라는 스토리 확장팩은 2022년 3월 3일에 출시되었다.
고스트러너는 비평가들로부터 긍정적인 평가를 받았으며 2023년 9월 기준으로 250만 장 이상 판매되었다. 후속작인 고스트러너 2는 2023년 10월 26일에 출시되었다.

## 게임플레이
플레이어는 고스트러너 잭으로 1인칭 시점에서 플레이하며 대시, 점프, 벽 타기, 갈고리 사용 및 슬라이딩을 통해 위험한 환경을 통과해야 한다. 플레이어는 또한 적과 마주치게 되며, 적과 플레이어 모두 한 번의 공격으로 죽을 수 있으므로 조심스럽게 처리해야 한다. 잭은 감각 부스트라는 메커니즘을 사용하여 시간을 늦추고 공중에서 총알을 피하고 반사할 수 있다. 플레이어는 스토리를 진행하면서 새로운 능력과 업그레이드를 잠금 해제하며, 이를 그리드 시스템에 테트리스 같은 조각을 사용하여 적용할 수 있다.

## 줄거리
폭발로 알려진 특정되지 않은 전 지구적 대격변 이후, 인류는 나머지 인류를 보호하는 거대한 고층 빌딩과 같은 아콜로지인 다르마 타워에 거주하게 된다. 고스트러너는 기억을 잃은 채 깨어나지만, 다르마 타워를 건설하고 통치했으며 평화 유지 및 경찰력으로 봉사하는 기술 강화 슈퍼 인간인 고스트러너를 설계한 아담의 보존된 의식인 건축가를 해방하라는 명령을 받는다. 건축가의 측근인 마라는 대부분의 고스트러너 부대를 파괴한 쿠데타로 그를 배신했고, 이제 그녀는 키마스터로 알려져 있다. 고스트러너는 클라이머라는 반란군 그룹에 의해 수리되다가 고스트러너가 재활성화되기 직전에 봉기가 진압되었다. 건축가는 키마스터를 물리치는 임무를 고스트러너에게 할당한다.
다르마 타워를 연결하는 디지털 네트워크이자 건축가 지능의 기반이 되는 나머지 사이버보이드 시스템은 모두 고스트러너에게 접근 가능하다. 결과적으로 건축가는 고스트러너의 코딩 손상을 복구할 수 있다. 살아남은 클라이머인 조이는 도움을 요청하려 할 때 고스트러너에게 연락을 받는다. 그녀는 키마스터를 물리치려는 그의 임무에 도움을 제공한다. 조이는 또한 클라이머들이 그를 수리하려 할 때 사용했던 가명인 '잭'이라는 별명을 그에게 준다. 마라는 봉기가 일어난 지역의 공기 필터링 시스템을 비활성화하여 해당 지역의 모든 주민들이 외부 대기의 방사능 먼지로 인해 사망할 가능성을 야기한다. 건축가는 실망했지만, 고스트러너는 조이의 요청에 따라 터빈을 재초기화하는 데 동의한다.
다르마 타워의 엘리트 구역인 다르마 시티로 가기 위해 고스트러너는 아미다 엘리베이터를 탄다. 고스트러너는 폭발 이전 데이터와 특정 프로젝트 고스트러너 지식이 있는 보호된 사이버보이드 서버인 리포지토리로 진행한다. 조이는 모니터링 시스템에서 왜곡을 감지하며, 이는 마라가 구축한 고스트러너의 복제품으로 밝혀진다. 복제품은 데이터 탈취를 시도하고, 고스트러너는 이 복제품을 물리쳐 데이터의 향상 기능을 얻어야 한다. 키마스터는 건축가와 그의 "꼭두각시"에게 고스트러너가 패배하면 모든 살아남은 사이버보이드 시스템을 파괴하여 건축가의 지능을 지울 것이라고 말한다. 그런 다음 고스트러너는 키마스터의 전력 센터인 코어로 이동한다. 건축가는 항상 조이와의 우정에 대해 고스트러너를 경멸하며, 고스트러너의 의지력을 건축가의 완벽한 무기에서 결함으로 간주한다.
고스트러너가 코어를 통과하는 동안 조이는 조난 신호를 받는다. 이는 그녀가 함정일 수 있다는 고스트러너의 경고에도 불구하고 동료 클라이머를 구출하기 위해 안전한 장소를 떠나게 한다. 그럼에도 불구하고 그녀는 작별 인사를 한다. 키마스터는 타워의 시민들에게 직접 이야기하며, 그녀의 궁극적인 목표는 인류가 외부 환경에서도 생존할 수 있도록 인체에 침습적으로 변화를 가하는 것이라고 설명한다. 그녀의 연구 결과물은 이를 수행할 수 있지만, 증강의 특성상 그들의 정신에 해를 끼쳐 인간이라고 부를 수 있는 것이 거의 남지 않게 된다. 고스트러너는 마지막 사이버보이드 서버를 발견하고 상대방의 유비쿼터스 '아트마' 신경 임플란트를 해킹하는 능력을 얻는다. 고스트러너는 이 기술의 결과로 건축가가 개인을 조작할 수 있다는 것을 깨닫고, 건축가가 마라보다 더 나쁘다고 말한다. 마라는 고스트러너가 그녀와 대면하는 여정을 계속하기보다는 이전 섹터를 보존한 유일한 이유는 그가 완전히 순종적이지 않았기 때문이라는 것을 인식하고, 건축가가 미친 기계에 불과하다는 것을 그에게 설득하려고 한다. 고스트러너는 그녀를 침묵시켰을 때 건축가가 타워 내에서 그의 능력에 대해 거짓말을 해왔다는 것을 깨닫는다.
마라를 물리친 후, 건축가는 고스트러너가 사이버보이드 서버에 연결했을 때 건축가의 힘이 증가했기 때문에 고스트러너를 사이버보이드로 몰아넣는다. 건축가는 고스트러너가 독립적이고 지각 있는 존재가 되었기 때문에 고스트러너를 완전히 흡수하는 것을 목표로 한다. 원래 아담과 건축가 모두의 목표가 인류의 완전한 정복으로 밝혀짐에 따라, 고스트러너는 저항하고 환경을 통과한다. 건축가는 이것을 윈-윈 상황으로 보지만, 고스트러너는 마라의 첫 번째 쿠데타가 옳았다고 생각한다. 고스트러너는 건축가의 현현에 도착하며, 그는 그 없이는 사이버보이드가 존재하지 않을 것이며, 이는 사실상 고스트러너를 죽일 것이라고 알려준다. 그럼에도 불구하고, 고스트러너는 건축가를 파괴하고 자신을 잭으로 다시 소개한다. 에필로그는 조이가 나레이션하며, 그녀는 이제 인류가 망상에 사로잡힌 건축가와 마라의 폭정으로부터 자유롭게 자신의 운명을 선택할 수 있다고 주장한다. 그녀는 재활성화된 것으로 보이는 잭에게 감사를 표한다.

## 개발
폴란드 개발자 One More Level은 3D 렐름과 협력하여 이 게임을 개발했다. 이 게임은 언리얼 엔진 4를 사용하여 제작되었으며 엔비디아의 RTX 기술을 지원한다. 고스트러너는 게임스컴 2019 기간에 발표되었다. 2020년 5월 6일부터 13일까지 스팀에서 데모 버전을 이용할 수 있었다. 이 게임은 출시 전에 긍정적인 반응을 얻었다. 포브스는 이 게임을 타이탄폴, 디스아너드 및 슈퍼핫의 조합이라고 평가했다. PC 게이머의 앤디 초크는 이 게임을 미러스 엣지와 디스아너드의 조합이라고 평가했다. 이 게임은 2020년 10월 27일에 Microsoft Windows, 엑스박스 원 및 플레이스테이션 4로 All In! Games와 505 게임스에 의해 출시되었으며, 닌텐도 스위치 버전은 2020년 11월 10일에 출시되었고, 플레이스테이션 5 및 엑스박스 시리즈 X/S 버전은 2021년 9월 28일에 출시되었다. 아마존 루나 버전도 2021년 4월 6일에 출시되었다.

## 평가
메타크리틱에 따르면, 고스트러너는 닌텐도 스위치 버전이 "혼합적이거나 평균적인" 평가를 받은 것을 제외하고 모든 플랫폼에서 "대체로 호의적인" 평가를 받았다.

### 판매량
고스트러너는 2021년 5월까지 60만 장 이상 판매되었다. 2023년 9월 현재 이 게임은 250만 장 이상 판매되었다.

## 후속작
2021년 5월 13일, 505 게임스의 모회사인 Digital Bros는 고스트러너 2가 Microsoft Windows, 플레이스테이션 5 및 엑스박스 시리즈 X/S용으로 개발 중이라고 발표했다. 고스트러너 2의 티저는 2주년 기념 스트림과 2022년 11월 4일 스팀 피드에서 공개되었다. 2023년 5월 24일 플레이스테이션 쇼케이스 이벤트에서 공식적으로 공개되었으며, 2023년 10월 26일에 출시되었다. 리뷰 애그리게이터 웹사이트 메타크리틱에 따르면 비평가들로부터 "대체로 호의적인" 평가를 받았다.